# ژان-ایو ماسون
ژان-ایو ماسون (به فرانسوی: Jean-Yves Masson) نویسنده، مترجم، منتقد ادبی و استاد دانشگاه قرن بیستم میلادی اهل فرانسه است.